# Вулиця Торговиця (Тернопіль)
Вулиця Торговиця — одна з вулиць міста Тернополя. Починається від вулиці Старий Поділ, пролягає у напрямку до «Рогатки», де й закінчується.

## Дотичні вулиці
Лівобічні: Паращука, Шашкевича, Шептицького, Коллонтая, Перля.
Правобічні: Шептицького, Оболоня, Стадникової.

## Історія
Сучасна вулиця Торговиця у XVIII—ХІХ століттях входила до складу історичної місцевості Тернопільського Подолу (південно-західна частина старого міста, бо тягнулася долом, тобто низиною, на південь від Надставної церкви). Саме тут проживало переважно єврейське населення міста, яке торгувало, займалося ремісництвом, давало гроші в кредит, навчалося і розважалося. Ця частина міста мала переважно занедбаний вигляд, адже сніг взимку, а багно після дощів «глибиною по лікоть» створювали значні труднощі під час пересування. Жартували, що на Подолі можна було жердиною, як на ставі, зондувати ґрунт. В цій частині міста та й в інших переважно також нечистоти просто виливали на вулицю і вони змивалися лише дощами. Під час відлиг чи злив вони пливли в сторону Серету й Оболоні «смердючими струмками». Далекі вулиці були прообразом пінських боліт і були зовсім не схожі на міські. А міські колодязі, перероблені на «студні»-помпи, заливало під час відлиги і дощів нечистотами, що сприяло вибухам епідемій. Вулиця в австрійський, польський та частково радянський час носила назву Торговиця, адже тут відбувалися численні продажі худоби, проте у радянський період була перейменована на вулицю Живова (Героя Радянського Союзу).
11 липня 2022 року рішенням Тернопільської міської ради вулиці відновлена історична назва — Торговиця.

## Установи

Міжміський автовокзал

- Міжміський автовокзал (вул. Торговиця, 7)
- Ресторан «Три Миколи» (вул. Торговиця, 8-А)
- Центральний міський ринок (вул. Торговиця, 9)
- Видавництво «Збруч» (вул. Торговиця, 11)

Колишнє видавництво «Збруч» на перетині вулиць Торговиці та Андрія Шептицького

- ТЦ «Орнава» (вул. Торговиця, 15-А)
- БЦ «Кристал» (вул. Торговиця, 15-Б)
- ЗОШ № 24 (вул. Торговиця, 30)
- ТЦ «Аріол» (вул. Торговиця, 31)
- «Тернопільагропроєкт» (вул. Торговиця, 32)
- ТІСІТ (вул. Торговиця, 32-А)
- ТЦ «Plazma» (вул. Торговиця, 37-А)

## Транспорт

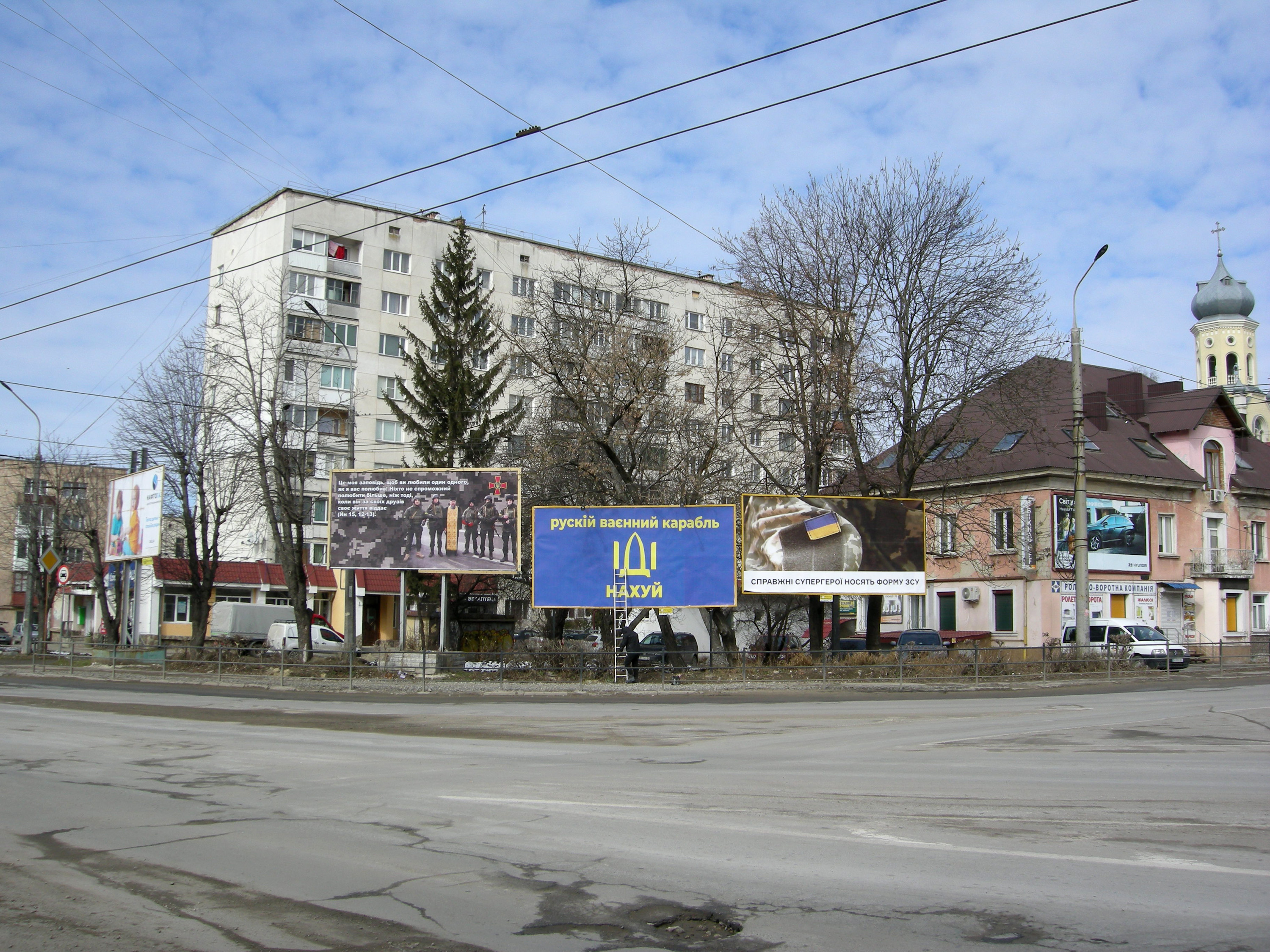
Вулиця Торговиця

Вулиця є однією з найінтенсивніших магістралей міста. На вулиці розташовано п'ять зупинок громадського транспорту: 
- Торговий центр «Орнава» — автобусні маршрути № 12, 29, 49, 50, тролейбус № 3 (з 11:00 до 17:00).
- Торгово-офісний комплекс «Збруч» — автобусні маршрути № 12, 29, 33, 50, тролейбус № 3 (з 11:00 до 17:00).
- Центральний ринок — автобусні маршрути № 12, 13, 14, 17, 20, 20А, 22, 22А, 23, 26, 26А, 29, 31, 36, 37, 39, 49, 50, тролейбуси № 3 (з 11:00 до 17:00), 4, 7, 8, 9.
- Автовокзал — автобусні маршрути № 12, 13, 14, 17, 20, 20А, 22, 22А, 23, 26, 26А, 29, 36, 37, 39, 49, тролейбуси № 3 (з 11:00 до 17:00), 4, 7, 8, 9.
- Вул. Софії Стадникової — автобусні маршрути № 31, 50,  тролейбуси № 3 (з 11:00 до 17:00), 4, 7, 8, 9.

## Пам'ятка природи
Біля гуртожитків Тернопільського кооперативного торговельно-економічного коледжу та медичного університету зростає ботанічна пам'ятка природи місцевого значення Дуб «Тернопільський».